# Un amour interdit
Pour plus de détails, voir Fiche technique et Distribution.
Un amour interdit est un film français de Jean-Pierre Dougnac sorti en 1984, d'après L'Enfant trouvé (Der Findling) de Heinrich von Kleist.

## Synopsis
Nicolo, un enfant trouvé et adopté, fréquente assidûment un couvent, un peu pour la religion, beaucoup pour la maîtresse de l'évêque, la belle Averia.

## Fiche technique
- Réalisation : Jean-Pierre Dougnac
- Scénario : d'après L'Enfant trouvé (Der Findling) de Heinrich von Kleist.
- Genre : Drame
- Date de sortie : 1984

## Distribution
- Brigitte Fossey : Elvire
- Fernando Rey : Piacchi
- Emmanuelle Béart : Constanza
- Roger Planchon : L’évêque
- Agostina Belli : Averia